# Fed Cup 2012
De Fed Cup werd in 2012 voor de 50e keer gehouden. De Fed Cup is de jaarlijkse internationale tenniscompetitie voor landenteams, voorbehouden aan vrouwen. Dit jaar deden 85 teams met het toernooi mee.
Tsjechië was de titelverdediger en kon in 2012 haar titel verlengen door de finale te winnen van Servië.

## Wereldgroep I
|  | eerste ronde 4 en 5 februari | eerste ronde 4 en 5 februari |                           |   | halve finale 21 en 22 april | halve finale 21 en 22 april |  |  | finale 3 en 4 november | finale 3 en 4 november |
|  |                              |                              |                           |   |                             |                             |  |  |                        |                        |
|  |                              |                              |                           |   |                             |                             |  |  |                        |                        |
|  | Stuttgart, hardcourt binnen  |                              |                           |   |                             |                             |  |  |                        |                        |
|  |                              |                              |                           |   |                             |                             |  |  |                        |                        |
|  | Duitsland                    | 1                            |                           |   |                             |                             |  |  |                        |                        |
|  | Duitsland                    | 1                            | Ostrava, hardcourt binnen |   |                             |                             |  |  |                        |                        |
|  | Tsjechië (4)                 | 4                            |                           |   |                             |                             |  |  |                        |                        |
|  | Tsjechië (4)                 | 4                            | Tsjechië (4)              | 4 |                             |                             |  |  |                        |                        |
|  | Biella, gravel binnen        |                              | Tsjechië (4)              | 4 |                             |                             |  |  |                        |                        |
|  |                              | Italië (3)                   | 1                         |   |                             |                             |  |  |                        |                        |
|  | Italië (3)                   | Italië (3)                   | 1                         | 3 |                             |                             |  |  |                        |                        |
|  | Italië (3)                   |                              | Praag, hardcourt binnen   | 3 |                             |                             |  |  |                        |                        |
|  | Oekraïne                     | 2                            |                           |   |                             |                             |  |  |                        |                        |
|  | Oekraïne                     | 2                            | Tsjechië (4)              | 3 |                             |                             |  |  |                        |                        |
|  | Moskou, hardcourt binnen     |                              | Tsjechië (4)              | 3 |                             |                             |  |  |                        |                        |
|  |                              | Servië                       | 1                         |   |                             |                             |  |  |                        |                        |
|  | Rusland (1)                  | Servië                       | 1                         | 3 |                             |                             |  |  |                        |                        |
|  | Rusland (1)                  | Moskou, gravel binnen        |                           | 3 |                             |                             |  |  |                        |                        |
|  | Spanje                       | 2                            |                           |   |                             |                             |  |  |                        |                        |
|  | Spanje                       | 2                            | Rusland (1)               | 2 |                             |                             |  |  |                        |                        |
|  | Charleroi, hardcourt binnen  |                              | Rusland (1)               | 2 |                             |                             |  |  |                        |                        |
|  |                              | Servië                       | 3                         |   |                             |                             |  |  |                        |                        |
|  | België (2)                   | Servië                       | 3                         | 2 |                             |                             |  |  |                        |                        |
|  | België (2)                   |                              |                           | 2 |                             |                             |  |  |                        |                        |
|  | Servië                       | 3                            |                           |   |                             |                             |  |  |                        |                        |
|  | Servië                       | 3                            |                           |   |                             |                             |  |  |                        |                        |

Eerstgenoemd team speelde thuis.

## Wereldgroep II
Er waren acht deelnemende landen in Wereldgroep II. In het weekeinde van 4 en 5 februari 2012 speelde iedere deelnemer een landenwedstrijd tegen een door loting bepaalde tegenstander.
- Winnaars Verenigde Staten, Australië, Slowakije en Japan gingen naar de Wereldgroep I play-offs.
- Verliezers Wit-Rusland, Zwitserland, Frankrijk en Slovenië gingen naar de Wereldgroep II play-offs.

## Wereldgroep I play-offs
Er waren acht deelnemende landen in de Wereldgroep I play-offs. In het weekeinde van 21 en 22 april 2012 speelde iedere deelnemer een landenwedstrijd tegen een door loting bepaalde tegenstander.
- De Verenigde Staten, Japan, Slowakije en Australië promoveerden van Wereldgroep II in 2012 naar Wereldgroep I in 2013.
- Oekraïne, België, Spanje en Duitsland degradeerden van Wereldgroep I in 2012 naar Wereldgroep II in 2013.

## Wereldgroep II play-offs
Er waren acht deelnemende landen in de Wereldgroep II play-offs. In het weekeinde van 21 en 22 april 2012 speelde iedere deelnemer een landenwedstrijd tegen een door loting bepaalde tegenstander.
- Frankrijk en Zwitserland (Wereldgroep II) alsmede Groot-Brittannië en China (regionale zones) continueerden hun positie.
- Zweden en Argentinië promoveerden van hun regionale zone in 2012 naar Wereldgroep II in 2013.
- Slovenië en Wit-Rusland degradeerden van Wereldgroep II in 2012 naar hun regionale zone in 2013.

## België
België speelde voor het tweede achtereenvolgende jaar in Wereldgroep I.
| datum      | tegenstander | uitslag | locatie | groep | ronde               | w/v     |
| ---------- | ------------ | ------- | ------- | ----- | ------------------- | ------- |
| 2012-02-04 | Servië       | 2-3     | thuis   | WG I  | eerste ronde        | verlies |
| 2012-04-21 | Japan        | 1-4     | uit     | WG I  | degradatiewedstrijd | verlies |

België speelde in de eerste ronde thuis tegen Servië. In de laatste wedstrijd, het dubbelspel, viel de beslissing in het voordeel van Servië. Hierdoor moest België het in april in en tegen Japan opnemen om degradatie te voorkomen. Ze verloren er echter met 1-4, zodat ze na twee jaren in Wereldgroep I terug degradeerden naar Wereldgroep II.

## Nederland
Nederland speelde voor de 13e editie op rij in groep 1 van de Europees/Afrikaanse zone.
| datum      | tegenstander        | uitslag | locatie | groep          | ronde               | w/v     |
| ---------- | ------------------- | ------- | ------- | -------------- | ------------------- | ------- |
| 2012-02-01 | Israël              | 1-2     | Israël  | EPA G1 C       | groepsfase          | verlies |
| 2012-02-02 | Verenigd Koninkrijk | 1-2     | Israël  | EPA G1 C       | groepsfase          | verlies |
| 2012-02-03 | Portugal            | 1-2     | Israël  | EPA G1 C       | groepsfase          | verlies |
| 2012-02-05 | Estland             | 1-2     | Israël  | EPA G1 PP12-15 | degradatiewedstrijd | winst   |

De 15 landen uit groep 1 speelden in Israël een toernooi waarbij de landen in vier poules werden ingedeeld. De vier poulewinnaars maakten onderling uit welke twee landen later gingen spelen om een wedstrijd voor de promotie naar Wereldgroep II. De teams die als laatsten eindigden in hun poule maakten onderling uit welke twee landen degradeerden naar groep 2 van de Europees/Afrikaans zone.
Nederland werd voor het toernooi in Israël geloot in poule C samen met het Verenigd Koninkrijk, Portugal en Israël. Nederland verloor alle wedstrijden met 2-1 en moest daardoor tegen Estland spelen om degradatie te voorkomen. Die wedstrijd werd met 2-1 gewonnen waardoor Nederland in 2013 opnieuw uitkwam in de regionale groep 1.

## Legenda
| niveau 1 | niveau 2 | niveau 3 | niveau 4 | niveau 5 |